# Polisportiva Dinamo 2011-2012
Questa voce raccoglie le informazioni riguardanti la Polisportiva Dinamo Sassari nelle competizioni ufficiali della stagione 2011-2012.

## Stagione
La stagione 2011-2012 della Dinamo Sassari, sponsorizzata Banco di Sardegna, è la 2ª stagione in Serie A. Si parte con il passaggio della proprietà della società dalla Famiglia Mele a Stefano Sardara.

Rispetto alla stagione precedente da segnalare le partenze di James White andato alla V.L. Pesaro, Othello Hunter andato a giocare in Cina negli Shandong Lions, Dīmītrīs Tsaldarīs tornato in Grecia all'Aris Salonicco e la mancata conferma di Jiří Hubálek.

La campagna di rafforzamento parte con la conferma dello staff tecnico, composto dal coach Meo Sacchetti e dagli assistenti Ugo Ducarello e Paolo Citrini, dello zoccolo duro formato dagli italiani Manuel Vanuzzo, Giacomo Devecchi, Mauro Pinton e Brian Sacchetti, e la risoluzione consensuale del contratto con il centro Alessandro Cittadini, accasatosi poi alla Sant’Antimo. Si prosegue con la conferma del playmaker statunitense Travis Diener e del centro serbo Vanja Plisnić, con l'acquisizione della guardia Drake Diener, cugino di Travis, proveniente dal Teramo Basket, dell'ala piccola Quinton Hosley proveniente da Joventut Badalona, club della massima serie spagnola e il prestito da parte della Mens Sana Siena del centro georgiano, ma di formazione italiana, Nik'a Met'reveli. Arriva poi la risoluzione consensuale del contratto con Patrick Baldassarre reduce da una stagione in prestito a Scafati Basket e l'ingaggio del centro statunitense, 2ª scelta degli Atlanta Hawks al Draft NBA 2011, Keith Benson.

### Precampionato
Il precampionato inizia il 22 agosto con il raduno a Sassari, dove la squadra si allena fino al trasferimento a Varallo fissato per il 9 settembre.
Durante la permanenza nella penisola disputa varie amichevoli sia con squadre italiane che straniere.

Partecipa al Torneo Città di Varallo dove sconfigge in semifinale la Pall. Varese 81-75 e in finale l'Olimpia Milano 84-73, che in precedenza aveva sconfitto nella propria semifinale la Junior Casale.

Sconfigge in un'altra amichevole la squadra turca, che quest'anno partecipa all'EuroChallenge, dell'Olin Edirne 72-58.

Partecipa in seguito al Valtellina Basket Circuit di Bormio dove viene sconfitta dal Beşiktaş 71-82, dallo Sptk. S. Pietroburgo 71-85 e dall'Astana Tigers.

Tornata in Sardegna partecipa al Torneo Novacal venendo sconfitta dai greci dell'Olympiakos 61-62.

In seguito partecipa al Torneo Internazionale Città di Cagliari dove sconfigge in semifinale il Partizan 81-76, ma viene sconfitta in finale dalla 54-64 Mens Sana Siena che nella propria semifinale aveva battuto l'Olympiakos 79-75.

Al Torneo Città di Sassari - Mimì Anselmi sconfigge in semifinale il Valladolid 89-75, ma viene sconfitto in finale dal Teramo Basket 93-102.

### Serie A
L'esordio in campionato avviene il 9 ottobre contro la neopromossa Junior Casale ed è subito una vittoria: 78-58. Durante il girone d'andata la Dinamo è pressoché imbattibile quando gioca in casa dove vince 6 incontri su 8 sconfitta solo dall'Olimpia Milano e Mens Sana Siena, mentre in trasferta colleziona 6 sconfitte, alcune anche molto larghe nel punteggio, ma anche 2 importantissime vittorie contro Vanoli Cremona e Pall. Biella.

Dopo la sconfitta casalinga contro l'Olimpia Milano la società ufficializza la risoluzione consensuale del contratto di Keith Benson e, successivamente, l'ingaggio del centro statunitense Steven Hunter e del playmaker di passaporto italiano Tony Binetti che già da qualche settimana si allenava con la squadra.

Durante il periodo natalizio scoppia la grana Steven Hunter il quale, dopo che lo staff medico della società gli riscontra una patologia non dichiarata al momento della firma del contratto, abbandona senza alcun preavviso la squadra.. La società si muove rapidamente sul mercato e dopo alcuni giorni mette sotto contratto il centro statunitense Tony Easley in quel momento in forza alla Fulgor L. Forlì in Legadue.

Al termine del girone d'andata, grazie alla vittoria contro Juvecaserta, si classifica all'ottavo posto con 16 punti. Questo piazzamento le consente di partecipare alle Final Eight di Coppa Italia

Durante il girone di ritorno la Dinamo rimane imbattuta tra le mura amiche, ma anche il rendimento in trasferta migliora notevolmente tanto che vince 4 partite su 8. Al termine della stagione regolare si classifica al quarto posto a pari merito con la Virtus Bologna, ma con una differenza canestri negli scontri diretti a proprio vantaggio. Da segnalare una striscia di 6 vittorie consecutive (7 contando l'ultima partita dell'andata) e il superamento della quota 100 punti segnati in una partita (104 durante l'incontro contro la Pall. Biella).

Al primo turno di play-off si ritrova accoppiata proprio contro la Virtus: in gara-1, giocata a Sassari, la Dinamo vince 81-72; in gara-2, anche questa giocata a Sassari, si arriva a 86 centesimi di secondo dal termine del 1° tempo supplementare con il risultato di parità allorché Drake Diener infila il canestro della vittoria su rimessa laterale fissando il punteggio sull'89-86; in gara-3, giocata a Bologna, è il capitano Manuel Vanuzzo con una tripla a 53 centesimi di secondo dal termine a segnare il canestro della vittoria permettendo alla propria squadra di accedere, per la prima volta nella propria storia, ad una semifinale scudetto.

In semifinale si trova opposta alla Mens Sana Siena: in gara-1, giocata a Siena, la Dinamo viene sconfitta 91-76, rimanendo in partita soltanto nel primo quarto; in gara-2, anche questa giocata a Siena, la Dinamo viene sconfitta 92-66 con tutti e 12 i giocatori di avversari che vanno a punti; in gara-3, giocata a Sassari, la Dinamo viene sconfitta 79-64, venendo così eliminata.

### Coppa Italia
La Final Eight di Coppa Italia si è svolta dal 16 al 19 febbraio al PalaOlimpico di Torino. Alla competizione partecipano:
- Mens Sana Siena
- V.L. Pesaro

- Pall. Cantù
- Olimpia Milano

- Virtus Bologna
- Scandone Avellino

- Reyer Venezia
- Dinamo Sassari

La Dinamo Sassari viene sconfitta nei Quarti di finale dalla Mens Sana Siena. La competizione se l'è aggiudicata quest'ultima battendo in finale la Pall. Cantù.

## Organigramma societario
Staff dell'area tecnica
- Allenatore: Meo Sacchetti
- Assistente: Ugo Ducarello
- Assistente: Paolo Citrini
- Preparatore fisico: Matteo Boccolini
- Fisioterapista: Ugo D’Alessandro
- Fisioterapista: Simone Unali
- Ortopedico: Andrea Manunta
- Medico sportivo: Antonello Cuccuru
- Medico sociale: Giuseppe Casu
- Chiropratico: Robert Pisanu
- Radiologo ed ecografista: Giuseppe Fais
- Cardiologo: Tiziana Porcu
- Dentista: Francesco Tanda

Area dirigenziale
- Presidente: Stefano Sardara
- Vicepresidente: Gianmario Dettori
- Direttore generale: Giovanni Cherchi
- Dirigente: Carlo Sardara
- Direttore sportivo: Federico Pasquini
- Team Manager: Luigi Peruzzu
- Assistente Team Manager: Tony Marongiu
- Relazioni esterne/Ufficio stampa: Giovanni Dessole
- Relazioni esterne/Ufficio Stampa: Luigi Peruzzu
- Direttore marketing: Enrico Cardu
- Responsabile sito web: Andrea Peruzzu
- Amministrazione e contabilità: Andrea Fiori
- Segreteria: Giulia Florenzano
- Responsabile servizio statistiche: Roberto Sanna
- Responsabile organizzativo Settore giovanile: Graziano Pilo
- Responsabile tecnico Settore giovanile: Marco Rota

## Roster
| Banco di Sardegna 2011/2012 | Banco di Sardegna 2011/2012 |
| Giocatori                   | Staff tecnico               |
| --------------------------- | --------------------------- |

| N. | Naz.                                        | Ruolo | Nome               | Anno | Alt.   | Peso   |  |
| -- | ------------------------------------------- | ----- | ------------------ | ---- | ------ | ------ |  |
| 4  | Georgia (bandiera) · Italia (bandiera)      | AG    | Nik'a Met'reveli   | 1991 | 212 cm | 105 kg |  |
| 5  | Stati Uniti (bandiera) · Italia (bandiera)  | P     | Tony Binetti       | 1983 | 183 cm | 83 kg  |  |
| 7  | Stati Uniti (bandiera) · Georgia (bandiera) | AP    | Quinton Hosley     | 1984 | 201 cm | 94 kg  |  |
| 8  | Italia (bandiera)                           | GA    | Giacomo Devecchi   | 1985 | 196 cm | 88 kg  |  |
| 12 | Stati Uniti (bandiera)                      | P     | Travis Diener      | 1982 | 185 cm | 79 kg  |  |
| 13 | Stati Uniti (bandiera)                      | C     | Keith Benson       | 1988 | 210 cm | 104 kg |  |
| 14 | Italia (bandiera)                           | A     | Brian Sacchetti    | 1986 | 200 cm | 100 kg |  |
| 15 | Serbia (bandiera)                           | AC    | Vanja Plisnić      | 1980 | 207 cm | 108 kg |  |
| 16 | Stati Uniti (bandiera)                      | G     | Drake Diener       | 1981 | 196 cm | 88 kg  |  |
| 18 | Italia (bandiera)                           | AC    | Manuel Vanuzzo ()  | 1975 | 203 cm | 104 kg |  |
| 21 | Italia (bandiera)                           | P     | Mauro Pinton       | 1984 | 185 cm | 80 kg  |  |
| 22 | Italia (bandiera)                           | A     | Alessandro Sechi   | 1988 | 191 cm | 90 kg  |  |
| 23 | Italia (bandiera)                           | P     | Emiliano Salvatore | 1988 | 178 cm | 76 kg  |  |
| 30 | Stati Uniti (bandiera)                      | C     | Steven Hunter      | 1981 | 213 cm | 109 kg |  |
| 43 | Stati Uniti (bandiera)                      | C     | Tony Easley        | 1987 | 206 cm | 90 kg  |  |
|    | Italia (bandiera)                           | P     | Marco Spissu       | 1995 | 175 cm |        |  |
|    | Italia (bandiera)                           | PG    | Jacob Samoggia     | 1994 | 198 cm |        |  |

| Allenatore                                                    |
| - Meo Sacchetti                                               |
| Assistente/i                                                  |
| - Paolo Citrini - Ugo Ducarello Legenda - (C) Capitano Roster |

| Giocatori acquisiti a stagione in corso | Giocatori acquisiti a stagione in corso | Giocatori acquisiti a stagione in corso |
| Giocatore                               | il                                      | Da                                      |
| --------------------------------------- | --------------------------------------- | --------------------------------------- |
| Steven Hunter                           | 3 novembre                              | Free agent                              |
| Tony Binetti                            | 3 novembre                              | Veroli Basket                           |
| Tony Easley                             | 23 dicembre                             | Fulgor L. Forlì                         |

| Giocatori ceduti a stagione in corso | Giocatori ceduti a stagione in corso | Giocatori ceduti a stagione in corso |
| Giocatore                            | il                                   | A                                    |
| ------------------------------------ | ------------------------------------ | ------------------------------------ |
| Keith Benson                         | 31 ottobre                           | Free agent                           |
| Emiliano Salvatore                   | 4 novembre                           | Robur Sassari                        |
| Steven Hunter                        | 29 febbraio                          |                                      |

## Mercato
| Arrivi | Arrivi              | Arrivi              | Arrivi        |
| R      | Nome                | da                  | Modalità      |
| ------ | ------------------- | ------------------- | ------------- |
| AG     | Nik'a Met'reveli    | Mens Sana Siena     | prestito      |
| A      | Quinton Hosley      | Joventut Badalona   | definitivo    |
| C      | Keith Benson        | OU Golden Grizzlies | definitivo    |
| G      | Drake Diener        | Teramo Basket       | definitivo    |
| A      | Patrick Baldassarre | Scafati Basket      | fine prestito |

| Partenze | Partenze             | Partenze       | Partenze                  |
| R        | Nome                 | a              | Modalità                  |
| -------- | -------------------- | -------------- | ------------------------- |
| A        | James White          | V.L. Pesaro    | fine contratto            |
| C        | Othello Hunter       | Shandong Lions | fine contratto            |
| C        | Alessandro Cittadini | Sant’Antimo    | risoluzione del contratto |
| GA       | Dīmītrīs Tsaldarīs   | Aris Salonicco | fine contratto            |
| AC       | Jiří Hubálek         | P. Bandar Imam | fine contratto            |
| A        | Patrick Baldassarre  | B.blù Bologna  | risoluzione del contratto |

## Risultati

### Serie A

#### Regular Season

##### Girone di andata
| Arbitri: | Giansanti (Roma) Calbucci (Pomezia) Moretti (Marsciano) |

|                                                       |            |                                         |
| T. Diener 25 Q. Hosley 13 N. Met'reveli, V. Plisnić 9 | Punti      | 13 G. Temple 10 J. Trapani 9 M. Janning |
| T. Diener 6                                           | Assist     | 4 G. Temple                             |
| D. Diener 6                                           | Rimbalzi   | 8 D. Chiotti                            |
| Meo Sacchetti                                         | Allenatori | Marco Crespi                            |

| Arbitri: | Begnis (Crema) Ramilli (Forlì) Vicino (Argelato) |

|                                      |            |                                        |
| Leunen 14 Micov 12 Basile, Ortner 12 | Punti      | 22 D. Diener 12 T. Diener 8 Met'reveli |
| Leunen 5                             | Assist     | 3 D. Diener                            |
| Micov, Ortner 11                     | Rimbalzi   | 8 D. Diener                            |
| Andrea Trinchieri                    | Allenatori | Meo Sacchetti                          |

| Arbitri: | Lo Guzzo (Pisa) Seghetti (Livorno) Gori (Carmignano di Brenta) |

|                                        |            |                                        |
| V. Wafer 23 M. Milič 20 J. Perković 19 | Punti      | 23 D. Diener 20 Q. Hosley 15 T. Diener |
| J. Perković 4                          | Assist     | 8 T. Diener                            |
| J. Perković 6                          | Rimbalzi   | 13 K. Benson                           |
| Tomo Mahorič                           | Allenatori | Meo Sacchetti                          |

| Arbitri: | Lamonica (Roseto degli Abruzzi) Lanzarini (Bologna) Weidmann (Campobasso) |

|                                           |            |                                                            |
| Q. Hosley 20 D. Diener 15 B. Sacchetti 10 | Punti      | 17 M. Hairston 14 I. Mpourousīs 12 S. Mancinelli, N. Melli |
| Q. Hosley 4                               | Assist     | 5 O. Cook                                                  |
| Q. Hosley 7                               | Rimbalzi   | 8 D. Gallinari, N. Melli                                   |
| Meo Sacchetti                             | Allenatori | Sergio Scariolo                                            |

| Arbitri: | Facchini (Massa Lombarda) Pinto (Castelfranco Veneto) Provini (Campoformido) |

|                                      |            |                                          |
| M. Green 22 L. Johnson 16 T. Dean 16 | Punti      | 14 M. Vanuzzo 12 T. Diener 11 V. Plisnić |
| M. Green 7                           | Assist     | 4 T. Diener, D. Diener                   |
| L. Johnson 9                         | Rimbalzi   | 12 S. Hunter                             |
| Frank Vitucci                        | Allenatori | Meo Sacchetti                            |

| Arbitri: | Cerebuch (Trieste) Sardella (Rimini) Caiazza (Arzano) |

|                                        |            |                                                    |
| Q. Hosley 17 D. Diener 16 M. Pinton 16 | Punti      | 18 L. Datome 12 N. Đedović 10 N. Gordić, C. Tucker |
| T. Diener 11                           | Assist     | 5 N. Đedović                                       |
| S. Hunter 5                            | Rimbalzi   | 10 U. Slokar                                       |
| Meo Sacchetti                          | Allenatori | Lino Lardo                                         |

| Arbitri: | Chiari (Ponzano Veneto) Quacci (Albuzzano) Pinto (Castelfranco Veneto) |

|                                         |            |                                         |
| S. Hunter 16 Q. Hosley 15 M. Vanuzzo 14 | Punti      | 16 M. Borisov 12 B. Cerella 12 D. Brown |
| T. Diener 6                             | Assist     | 4 D. Brown                              |
| V. Plisnić 9                            | Rimbalzi   | 6 M. Borisov                            |
| Meo Sacchetti                           | Allenatori | Alessandro Ramagli                      |

| Arbitri: | Sabetta (Termoli) Ramilli (Forlì) Gori (Carmignano di Brenta) |

|                                                    |            |                                          |
| V. Sanik'idze 27 G. Poeta 12 C. Douglas-Roberts 11 | Punti      | 23 T. Diener 16 V. Plisnić 13 M. Vanuzzo |
| G. Poeta 9                                         | Assist     | 4 D. Diener                              |
| V. Sanik'idze 16                                   | Rimbalzi   | 7 S. Hunter                              |
| Alessandro Finelli                                 | Allenatori | Meo Sacchetti                            |

| Arbitri: | Facchini (Massa Lombarda) Barni (Conegliano) Terreni (Vicenza) |

|                                        |            |                                           |
| D. Diener 26 T. Diener 21 Q. Hosley 15 | Punti      | 20 Y. Diawara 19 K. Kangur 13 T. Rannikko |
| Q. Hosley 6                            | Assist     | 4 K. Kangur                               |
| Q. Hosley 8                            | Rimbalzi   | 9 K. Kangur                               |
| Meo Sacchetti                          | Allenatori | Charlie Recalcati                         |

| Arbitri: | Lamonica (Roseto degli Abruzzi) Lanzarini (Bologna) Aronne (Viterbo) |

|                                                           |            |                                             |
| J. Thomas 17 V. Moldoveanu 14 S. Bečirovič, A. Gentile 12 | Punti      | 16 N. Met'reveli 16 V. Plisnić 15 D. Diener |
| S. Bečirovič 3                                            | Assist     | 4 D. Diener                                 |
| G. Cuccarolo 16                                           | Rimbalzi   | 6 B. Sacchetti                              |
| Aleksandar Đorđević                                       | Allenatori | Meo Sacchetti                               |

| Arbitri: | Chiari (Ponzano Veneto) Duranti (Càscina) Weidmann (Campobasso) |

|                                          |            |                                           |
| D. Ivanov 16 I. Zoroski 14 G. Brunner 14 | Punti      | 27 D. Diener 20 T. Diener 12 B. Sacchetti |
| T. Kirksay 5                             | Assist     | 3 T. Diener                               |
| T. Kirksay 13                            | Rimbalzi   | 5 B. Sacchetti, D. Diener                 |
| Giorgio Valli                            | Allenatori | Meo Sacchetti                             |

| Arbitri: | Cicoria (Milano) Ramilli (Forlì) Martolini (Roma) |

|                                        |            |                                        |
| T. Easley 23 T. Diener 18 D. Diener 18 | Punti      | 20 T. Lydeka 19 R. Hickman 14 J. White |
| T. Diener 4                            | Assist     | 4 J. White, R. Hickman, D. Hackett     |
| T. Easley 11                           | Rimbalzi   | 7 D. Hackett, T. Lydeka                |
| Meo Sacchetti                          | Allenatori | Luca Dalmonte                          |

| Arbitri: | Paternicò (Piazza Armerina) Seghetti (Livorno) Terreni (Vicenza) |

|                                           |            |                                        |
| A. Coleman 23 A. Miralles 16 J. Pullen 12 | Punti      | 21 D. Diener 15 Q. Hosley 13 T. Easley |
| J. Pullen, Dragićević 4                   | Assist     | 7 D. Diener                            |
| A. Coleman, A. Miralles 7                 | Rimbalzi   | 10 Q. Hosley                           |
| Massimo Cancellieri                       | Allenatori | Meo Sacchetti                          |

| Arbitri: | Tola (Viterbo) Giansanti (Roma) Barni (Conegliano) |

|                                         |            |                                          |
| V. Plisnić 16 D. Diener 13 Q. Hosley 12 | Punti      | 23 D. Andersen 22 D. Moss 17 B. McCalebb |
| T. Diener 7                             | Assist     | 8 N. Zīsīs                               |
| Q. Hosley 8                             | Rimbalzi   | 11 D. Andersen, D. Moss                  |
| Meo Sacchetti                           | Allenatori | Simone Pianigiani                        |

| Arbitri: | Cerebuch (Trieste) Vicino (Argelato) Gori (Carmignano di Brenta) |

|                                        |            |                                        |
| S. Szewczyk 21 A. Young 17 K. Clark 13 | Punti      | 18 Q. Hosley 13 T. Diener 12 T. Easley |
| K. Clark, S. Szewczyk, A. Young 4      | Assist     | 5 T. Diener                            |
| T. Slay, S. Szewczyk 8                 | Rimbalzi   | 11 T. Easley                           |
| Andrea Mazzon                          | Allenatori | Meo Sacchetti                          |

| Arbitri: | Taurino (Vignola) Duranti (Càscina) Quacci (Albuzzano) |

|                                                    |            |                                              |
| V. Plisnić 12 Q. Hosley 10 D. Diener, M. Vanuzzo 9 | Punti      | 28 A. Smith 11 A. Doornekamp 6 A. Stipanović |
| T. Diener 6                                        | Assist     | 6 A. Collins                                 |
| B. Sacchetti 5                                     | Rimbalzi   | 10 A. Smith, A. Stipanović                   |
| Meo Sacchetti                                      | Allenatori | Stefano Sacripanti                           |

##### Girone di ritorno
| Arbitri: | Lamonica (Roseto degli Abruzzi) Provini (Campoformido) Terreni (Vicenza) |

|                                              |            |                                         |
| M. Janning 23 M. Malaventura 17 M. Shakur 14 | Punti      | 20 D. Diener 15 T. Easley 13 V. Plisnić |
| M. Shakur 5                                  | Assist     | 4 T. Diener                             |
| D. Chiotti 18                                | Rimbalzi   | 9 V. Plisnić                            |
| Marco Crespi                                 | Allenatori | Meo Sacchetti                           |

| Arbitri: | Chiari (Ponzano Veneto) Pozzana (Udine) Aronne (Viterbo) |

|                                     |            |                                             |
| Hosley 22 D. Diener 20 T. Diener 14 | Punti      | 21 Micov 12 Brunner 7 Leunen, Mark'oishvili |
| T. Diener 3                         | Assist     | 3 Basile, Leunen, Micov                     |
| Easley 8                            | Rimbalzi   | 7 Micov                                     |
| Meo Sacchetti                       | Allenatori | Andrea Trinchieri                           |

| Arbitri: | Sahin (Messina) Sardella (Rimini) Gori (Carmignano di Brenta) |

|                                                 |            |                                  |
| D. Diener 18 Plisnić 14 T. Diener, Sacchetti 13 | Punti      | 15 Rich 14 Tabu 12 Lighty, Milič |
| T. Diener 9                                     | Assist     | 3 Milič, Tabu                    |
| D. Diener, Easley, Hosley 5                     | Rimbalzi   | 9 Perković, Tabu                 |
| Meo Sacchetti                                   | Allenatori | Attilio Caja                     |

| Arbitri: | Paternicò (Piazza Armerina) Weidmann (Campobasso) Biggi (Cavenago di Brianza) |

|                                               |            |                                        |
| J.R. Bremer 17 A. Gentile 15 I. Mpourousīs 10 | Punti      | 31 Q. Hosley 13 D. Diener 12 T. Easley |
| J.R. Bremer 3                                 | Assist     | 4 M. Pinton                            |
| M. Rocca 9                                    | Rimbalzi   | 6 Q. Hosley                            |
| Sergio Scariolo                               | Allenatori | Meo Sacchetti                          |

| Arbitri: | Begnis (Crema) Seghetti (Livorno) Lanzarini (Bologna) |

|                                        |            |                                         |
| Q. Hosley 28 D. Diener 20 T. Diener 17 | Punti      | 19 M. Green 15 J. Golemac 15 L. Johnson |
| T. Diener 8                            | Assist     | 9 M. Green                              |
| Q. Hosley 7                            | Rimbalzi   | 10 L. Johnson                           |
| Meo Sacchetti                          | Allenatori | Frank Vitucci                           |

| Arbitri: | Paternicò (Piazza Armerina) Quacci (Albuzzano) Bettini (Bologna) |

|                                 |            |                                     |
| Varnado 18 Datome 12 Đedović 12 | Punti      | 20 T. Diener 18 Hosley 15 D. Diener |
| Tucker 3                        | Assist     | 4 T. Diener                         |
| Varnado 10                      | Rimbalzi   | 9 Hosley                            |
| Marco Calvani                   | Allenatori | Meo Sacchetti                       |

| Arbitri: | Chiari (Ponzano Veneto) Biggi (Cavenago di Brianza) Caiazza (Arzano) |

|                                         |            |                                        |
| B. Cerella 21 B. Brown 14 V. Amoroso 14 | Punti      | 24 D. Diener 16 T. Easley 15 Q. Hosley |
| D. Brown 4                              | Assist     | 8 T. Diener                            |
| B. Brown, V. Amoroso 7                  | Rimbalzi   | 11 V. Plisnić                          |
| Alessandro Ramagli                      | Allenatori | Meo Sacchetti                          |

| Arbitri: | Sahin (Messina) Duranti (Càscina) Gori (Carmignano di Brenta) |

|                                        |            |                                       |
| T. Diener 20 Q. Hosley 19 D. Diener 17 | Punti      | 16 P. Koponen 10 G. Poeta 10 A. Gigli |
| T. Diener 6                            | Assist     | 3 P. Koponen, G. Poeta                |
| T. Easley 8                            | Rimbalzi   | 8 V. Sanik'idze                       |
| Meo Sacchetti                          | Allenatori | Alessandro Finelli                    |

| Arbitri: | Cerebuch (Trieste) Filippini (San Lazzaro di Savena) Capurro (Reggio Calabria) |

|                                           |            |                                           |
| R. Stipčević 19 Y. Diawara 19 J. Talts 13 | Punti      | 21 D. Diener 20 T. Diener 12 B. Sacchetti |
| R. Stipčević 6                            | Assist     | 3 T. Diener, D. Diener                    |
| J. Talts 8                                | Rimbalzi   | 10 T. Easley                              |
| Charlie Recalcati                         | Allenatori | Meo Sacchetti                             |

| Arbitri: | Sabetta (Termoli) Weidmann (Campobasso) Vicino (Argelato) |

|                                        |            |                                                              |
| Q. Hosley 20 T. Diener 14 T. Easley 12 | Punti      | 14 J. Thomas 14 J. Viggiano 10 B. Ortner, G. Mekel, M. Goree |
| T. Diener 7                            | Assist     | 5 G. Mekel                                                   |
| D. Diener 8                            | Rimbalzi   | 11 J. Thomas                                                 |
| Meo Sacchetti                          | Allenatori | Aleksandar Đorđević                                          |

| Arbitri: | Paternicò (Piazza Armerina) Caiazza (Arzano) Barni (Conegliano) |

|                                         |            |                                   |
| Q. Hosley 17 T. Diener 16 V. Plisnić 14 | Punti      | 18 S. May 15 C. Karl 13 J. McNeal |
| D. Diener 6                             | Assist     | 4 F. Di Bella, J. McNeal          |
| T. Easley 7                             | Rimbalzi   | 7 S. May                          |
| Meo Sacchetti                           | Allenatori | Giorgio Valli                     |

| Arbitri: | Chiari (Ponzano Veneto) Seghetti (Livorno) Terreni (Vicenza) |

|                                       |            |                                        |
| J. White 24 J. Jones 20 R. Hickman 17 | Punti      | 30 D. Diener 17 T. Diener 13 T. Easley |
| J. White, R. Hickman, D. Hackett 4    | Assist     | 3 T. Diener                            |
| J. Jones 9                            | Rimbalzi   | 15 T. Easley                           |
| Luca Dalmonte                         | Allenatori | Meo Sacchetti                          |

| Arbitri: | Cicoria (Milano) Biggi (Cavenago di Brianza) Capurro (Reggio Calabria) |

|                                       |            |                                             |
| T. Diener 17 D. Diener 17 T. Easley16 | Punti      | 25 A. Coleman 22 T. Dragićević 20 J. Pullen |
| T. Diener 12                          | Assist     | 5 J. Pullen                                 |
| V. Plisnić 8                          | Rimbalzi   | 7 A. Miralles, M. Chessa, T. Dragićević     |
| Meo Sacchetti                         | Allenatori | Massimo Cancellieri                         |

| Arbitri: | Cerebuch (Trieste) Ramilli (Forlì) Caiazza (Arzano) |

|                                               |            |                                        |
| K. Lavrinovič 25 P. Aradori 20 B. McCalebb 15 | Punti      | 22 T. Easley 20 D. Diener 17 M. Pinton |
| B. McCalebb 7                                 | Assist     | 5 D. Diener                            |
| K. Lavrinovič 7                               | Rimbalzi   | 8 T. Easley                            |
| Simone Pianigiani                             | Allenatori | Meo Sacchetti                          |

| Arbitri: | Taurino (Vignola) Duranti (Càscina) Lanzarini (Bologna) |

|                                                   |            |                                       |
| T. Diener 16 V. Plisnić16 Q. Hosley, T. Easley 14 | Punti      | 25 S. Szewczyk 14 K. Clark 13 T. Slay |
| T. Diener 8                                       | Assist     | 6 K. Clark                            |
| T. Easley 12                                      | Rimbalzi   | 8 S. Szewczyk                         |
| Meo Sacchetti                                     | Allenatori | Andrea Mazzon                         |

| Arbitri: | Facchini (Massa Lombarda) Quacci (Albuzzano) Bettini (Bologna) |

|                                                                |            |                                                                   |
| A. Smith 18 G. Maresca 13 A. Collins, A. Stipanović, C. Bell 8 | Punti      | 19 D. Diener 18 V. Plisnić 14 N. Met'reveli, Q. Hosley, T. Diener |
| A. Collins 7                                                   | Assist     | 6 D. Diener                                                       |
| A. Stipanović 8                                                | Rimbalzi   | 11 V. Plisnić                                                     |
| Stefano Sacripanti                                             | Allenatori | Meo Sacchetti                                                     |

#### Play-off
I Quarti di finale e le Semifinali si giocano al meglio delle 5 partite. La squadra con il miglior piazzamento in classifica al termine della stagione regolare gioca in casa gara-1, gara-2 e l'eventuale gara-5.
| Squadra 1        | Totale | Squadra 2        | Gara 1 | Gara 2 | Gara 3 | Gara 4 | Gara 5 |
| ---------------- | ------ | ---------------- | ------ | ------ | ------ | ------ | ------ |
| 4 Dinamo Sassari | 3-0    | Virtus Bologna 5 | 81-72  | 89-86  | 72-71  |        |        |

| Squadra 1         | Totale | Squadra 2        | Gara 1 | Gara 2 | Gara 3 | Gara 4 | Gara 5 |
| ----------------- | ------ | ---------------- | ------ | ------ | ------ | ------ | ------ |
| 1 Mens Sana Siena | 3-0    | Dinamo Sassari 4 | 91-68  | 92-66  | 79-64  |        |        |

##### Quarti di finale
| Arbitri: | Lamonica (Roseto degli Abruzzi) Mattioli (Pesaro) Quacci (Albuzzano) |

|                                        |            |                                                 |
| D. Diener 26 T. Diener 15 T. Easley 15 | Punti      | 19 P. Koponen 18 C. Douglas-Roberts 10 A. Gigli |
| T. Diener 8                            | Assist     | 3 G. Poeta                                      |
| T. Easley 8                            | Rimbalzi   | 12 V. Sanik'idze                                |
| Meo Sacchetti                          | Allenatori | Alessandro Finelli                              |

| Arbitri: | Chiari (Ponzano Veneto) Begnis (Crema) Quacci (Albuzzano) |

|                                       |            |                                                                |
| D.Diener 29 T. Easley 20 Q. Hosley 14 | Punti      | 19 P. Koponen 13 G. Poeta 12 V. Sanik'idze, C. Douglas-Roberts |
| T. Diener 9                           | Assist     | 5 P. Koponen                                                   |
| T. Easley 11                          | Rimbalzi   | 12 V. Sanik'idze                                               |
| Meo Sacchetti                         | Allenatori | Alessandro Finelli                                             |

| Arbitri: | Cicoria (Milano) Sabetta (Termoli) Vicino (Argelato) |

|                                       |            |                                        |
| P. Koponen 21 A. Gigli 14 G. Poeta 10 | Punti      | 18 Q. Hosley 16 T. Diener 12 D. Diener |
| P. Koponen 3                          | Assist     | 2 Q. Hosley, T. Diener                 |
| A. Gigli 13                           | Rimbalzi   | 14 Q. Hosley                           |
| Alessandro Finelli                    | Allenatori | Meo Sacchetti                          |

##### Semifinali
| Arbitri: | Facchini (Massa Lombarda) Mattioli (Pesaro) Weidmann (Campobasso) |

|                                         |            |                                         |
| K. Lavrinovič 19 N. Zīsīs 13 D. Moss 13 | Punti      | 15 V. Plisnić 12 D. Diener 10 Q. Hosley |
| B. McCalebb 4                           | Assist     | 7 T. Diener                             |
| K. Lavrinovič 9                         | Rimbalzi   | 9 T. Easley                             |
| Simone Pianigiani                       | Allenatori | Meo Sacchetti                           |

| Arbitri: | Lamonica (Roseto degli Abruzzi) Chiari (Ponzano Veneto) Taurino (Vignola) |

|                                             |            |                                         |
| B. McCalebb 13 P. Aradori 12 B. Thornton 11 | Punti      | 18 V. Plisnić 11 Q. Hosley 11 D. Diener |
| N. Zīsīs 5                                  | Assist     | 6 T. Diener                             |
| K. Lavrinovič 8                             | Rimbalzi   | 9 V. Plisnić                            |
| Simone Pianigiani                           | Allenatori | Meo Sacchetti                           |

| Arbitri: | Cicoria (Milano) Begnis (Crema) Lanzarini (Bologna) |

|                                        |            |                                                |
| T. Easley 17 Q. Hosley 13 D. Diener 10 | Punti      | 21 B. McCalebb 12 K. Lavrinovič 10 R. Kaukėnas |
| T. Diener 6                            | Assist     | 4 B. Thornton                                  |
| T. Easley 10                           | Rimbalzi   | 8 A. Michelori                                 |
| Meo Sacchetti                          | Allenatori | Simone Pianigiani                              |

### Coppa Italia
Grazie all'ottavo posto in classifica ottenuto al termine del girone d'andata la Dinamo ha ottenuto il diritto a partecipare alle Final Eight di Coppa Italia che si è tenuta dal 16 al 19 febbraio al Palaolimpico di Torino e che ha visto la vittoria per la quarta volta consecutiva della Mens Sana Siena.
|   | Squadra         | Risultato |
| - | --------------- | --------- |
| 1 | Mens Sana Siena | 70        |
| 8 | Dinamo Sassari  | 60        |

| Arbitri: | Sahin (Messina) Taurino (Vignola) Begnis (Crema) |

| |            | |
| D. Moss 16 B. McCalebb15 D. Andersen 13 | Punti      | 15 Q. Hosley 12 V. Plisnić 12 D. Diener                                                                                              |
| D. Andersen 3 | Assist     | 9 M. Pinton |
| D. Andersen 9 | Rimbalzi   | 10 T. Easley |
| 4 McCalebb· 7 Andersen· 9 Carraretto· 20 Stonerook· 34 Moss 6 Zīsīs· 8 Rakočević· 11 Thornton· 14 Ress· 15 Michelori· 18 Lechthaler· 21 Aradori | Formazioni | 7 Hosley· 15 Plisnić· 16 D. Diener· 21 Pinton· 43 Easley 4 Met'reveli· 5 Binetti· 8 Devecchi· 12 T. Diener· 14 Sacchetti· 18 Vanuzzo |
| Simone Pianigiani | Allenatori | Meo Sacchetti |